# Георгяни
Георгяни или Топляни (на гръцки: Γεωργιανοί, до 1926 година Τόπλιανη, Топляни) е село в Република Гърция, област Централна Македония, дем Бер.

## География
Селото е разположено на 440 m надморска височина в югоизточните склонове на планината Каракамен (Вермио), на река Трипотамос (Ана дере), на 7 километра южно от демовия център Бер (Верия) на пътя за Кожани.

## История

### В Османската империя
Селото вероятно е унищожено в Негушкото въстание от 1822 година.
В края на XIX век селото е в Берската каза на Османската империя. Църквата „Свети Атанасий“ (Тормански) западно от селото в 1969 година е обявена за паметник на културата.
Спирос Лукатос посочва „език на жителите гръцки“.
При преброяването в 1912 година селото е отбелязано с език гръцки и религия християнска.

### В Гърция
През Балканската война в 1912 година в селото влизат гръцки части и след Междусъюзническата в 1913 година Топляни остава в Гърция. След Първата световна война в 1922 година в селото са заселени гърци бежанци. В 1928 година Топляни е смесено местно-бежанско селище с 82 бежански семейства и 288 жители бежанци. В 1928 година името на селото е сменено на Георгяни.
| Име      | Име      | Ново име  | Ново име  | Описание                                          |
| -------- | -------- | --------- | --------- | ------------------------------------------------- |
| Прави    | Πράβι    | Лофотопос | Λοφότοπος | възвишение в Каракамен на ЮЗ от Георгяни          |
| Зелимбос | Ζέλιμπος | Елафос    | Έλαφος    | възвишение в Каракамен на З над Георгяни (575 m)  |
| Горца    | Γκορτσά  | Ахладия   | Άχλάδια   | възвишение в Каракамен на Ю от Георгяни (665,8 m) |

| Година    | 1913 | 1920 | 1928 | 1940 | 1951 | 1961 | 1971 | 1981 | 1991 | 2001 | 2011 | 2021 |
| --------- | ---- | ---- | ---- | ---- | ---- | ---- | ---- | ---- | ---- | ---- | ---- | ---- |
| Население |      | 123  | 326  | 398  | 327  | 267  | 224  | 270  | 365  | 288  | 449  | 305  |